# Елвис Пресли
Елвис А̀̀рън Пресли (на английски: Elvis Aaron Presley, ˈprɛsli), известен и само като Елвис, е американски певец и актьор, както и най-голямата звезда на рокендрола.
Наричан Краля на рокендрола, той е считан за една от най-значимите културни икони на XX век. Неговите енергични интерпретации на песни и сексуално провокативен стил на изпълнение, съчетани с уникално мощна комбинация от влияния в различни цветови линии по време на трансформиращата ера в расовите отношения, довеждат до голям негов успех, така и до първоначални противоречия.
Пресли е роден в Тюпълоу, Мисисипи, и се премества в Мемфис, Тенеси, със семейството си, когато е на 13 години. Музикалната му кариера започва там през 1954 г., като записва в Сън Рекърдс с продуцента Сам Филипс, който иска да представи афро-американската музика на по-широка аудитория. Пресли, на ритъм акустична китара, придружен от соло-китариста Скоти Мур и басиста Бил Блек, e пионер в поджанра рокабили, той е динамичен, задвижван от ритъм синтез на кънтри музика и ритъм енд блус. През 1955 г. барабанистът Д. Дж. Фонтана се присъединява, за да допълни състава на класическия квартет на Елвис и Ар Си Ей Рекърдс сключват договорна сделка, уредена от полковник Том Паркър, който е мениджър на Елвис повече от две десетилетия. Първият сингъл на Пресли за Ар Си Ей е Heartbreak Hotel, който излиза през януари 1956 г. и става хит номер едно в Съединените щати. В рамките на една година Ар Си Ей продават десет милиона сингъла на Пресли. С поредица от успешни телевизионни изяви и записи на върха в класациите, Пресли става водеща фигура на новопопулярния звук на рокендрола.
През ноември 1956 г. Елвис Пресли прави своя филмов дебют в „Love Me Tender“. Призван на военна служба през 1958 г., той възобновява своята музикална кариера две години по-късно с някои от най-успешните си творби. Елвис обаче изнася няколко концерта и ръководен от Паркър, продължава да посвещава голяма част от 1960-те години в правенето на холивудски филми и албуми със саундтраци, повечето от които критикувани. През 1968 г., след седемгодишна пауза от изпълнения на живо, той се завръща на сцената в аплодираното телевизионно завръщане специално за Елвис, което води до удължена концертна резиденция в Лас Вегас и поредица от много печеливши турнета. През 1973 г. Пресли изнася първия самостоятелен концерт на соло изпълнител, излъчван по целия свят, Алоха от Хавай. Години на злоупотреба с лекарства, отпускани по лекарско предписание и нездравословно хранене сериозно компрометират здравето му и той умира внезапно през 1977 г. в имението си Грейсланд на 42-годишна възраст.
Признат за най-продаваният солов музикален изпълнител на всички времена от Световните рекорди на Гинес, Пресли е търговски успешен в много жанрове, включително поп, кънтри, ритъм енд блус, съвременна музика за възрастни и госпъл. Той печели три награди Грами, получава наградата Грами за постижение на 36-годишна възраст и е включен в множество музикални зали на славата. Пресли притежава няколко рекорда, включително най-много сертифицирани златни и платинени албуми от АЗИА, най-много албуми, класирани в Билборд 200, най-много албуми номер едно на солов изпълнител в Ю Кей Албум Чарт и най-много номер едно сингъла от която и да е група в британската класация за сингъл. През 2018 г. Елвис Пресли е награден посмъртно с Президентския медал на свободата от Доналд Тръмп.

## Младежки години (1935 – 1953)
Елвис Пресли е роден на 8 януари 1935 г. в град Тюпълоу, щата Мисисипи в семейството на Върнън и Гладис Пресли. Майката е била бременна с близнаци, но едното момче, Джеси Гарън, умира шест часа след раждането. Така Елвис остава единственото дете и поради това нещастие в семейството през следващите години Елвис се радва на изключителната любов на майка си. Той е хубаво, гальовно дете с малко момичешка хубост, което расте в най-обикновено семейство, едва свързващо двата края. Благодарение на енергичността си Гладис успява да възпита Елвис много добре и да му внуши здрави нравствени начала. Така още в детството му тя залага възможността някой ден Елвис да стане „момчето на цяла Америка“.
От 1938 до 1941 г. Върнън Пресли престоява в затвора заради фалшифициране на чек, оставяйки семейството си да преживява до голяма степен на социални помощи. И по-късно Елвис избягва да говори за него и продължава да боготвори майка си.
Семейство Пресли са вярващи. Те посещават всяка неделя градската църква, където слушат химни на възхвала на Бога (госпъл). В южните щати обаче изпълнението на госпъл не е винаги тихо и въздържано. Понякога при по-темпераментните песни изпълнителите започват да вилнеят и дори скачат на пианото. По-късно Елвис споделя, че е научил много от тях. Гласът му е открит доста рано – още на три години. По-късно в училище той впечатлява всички с певческата си дарба. През 1945 г. качен на стол, за да може да достигне до микрофона, той спечелва втора награда на щатското състезание за непълнолетни певци. Пее баладата Old Chep и получава награда от пет долара и безплатно завъртане на въртележка.
За дванадесетия си рожден ден получава за подарък китара за 13 долара. Учи се от радиото и започва да свири без да познава нотите. Тогава така правят повечето музиканти, които той слуша. По радиото се пуска предимно кънтри музика. През 1940-те години американското общество все още е разделено по расов признак и музиката за чернокожи и бели е различна. Елвис се увлича по всички стилове – блус, ритъм-енд-блус, рагтайм.
През 1948 г. семейство Пресли се премества в Мемфис в щата Тенеси при все по-голяма бедност. От следващата година Елвис започва да работи като разпоредител в кино. Преместването му се отразява зле, тъй като се налага да се облича в твърде провинциален стил. Освен това няма приятели, а и не иска да прилича на останалите момчета. Именно тогава започва да реше косата си назад. С момичетата му върви и още през 1949 г. има „сериозна“ приятелка. Когато през 1953 г. завършва училище със среден успех, за него това е избавление.

## Sun Records (1953 – 1955)
През лятото на 1953 г. Елвис отива в малкото звукозаписно студио Sun Records, ръководено от Сам Филипс, за да запише плоча за подарък на майка си. Изпява песента My Happiness. Записът е направен от секретарката Марион Кийскър. Тя запазва едно копие за студиото и записва телефона на Елвис. През януари 1954 г. Елвис отново отива в студиото и се среща със Сам Филипс. Изпява две други песни и този път не иска да направи подарък, а се надява да го забележат. Сам Филипс е от независимите малки фирми. Той мечтае, според собствения си израз, „за бял, но с черен саунд“, какъвто би се харесал на младежите от двете раси. Той е от тези малки продуценти, които откриват таланти и после ги продават на големите фирми. Открива не само Елвис, но и Карл Пъркинс, Джери Лий Луис, Джони Кеш, Рой Орбисън и Конуей Туити.
Елвис привлича вниманието на Филипс, който го извиква през март и отново през юли 1954 г. Открива, че Елвис не може да изпее добре каквато и да е песен, затова го оставя да пее каквото иска. Елвис избира песента на Артър Кръдъп That's All Right Mama и заедно с китариста Скоти Мур и басиста Бил Блек я записва на 5 юли. Два дни по-късно песента зазвучава за пръв път по радиото и веднага се превръща в хит. Постъпват толкова много поръчки за малката плоча, че Филипс се чуди как да ги произведе. През първите три седмици след излизането си, плочата се продава в 15 хиляди бройки, което е голям успех за рамките на Мемфис и рекорд за Sun Records.
По това време Елвис се прехранва, като кара камион. Все още не е спечелил нищо от музиката си. Опитите му да пробие в кънтри шоуто Гранд Ол Опри се провалят. Затова упоритият Сам Филипс го изпраща на друго кънтри шоу – Луизиана Хейрайд. Там Елвис пее няколко години и за пръв път започва да добива популярност в цялата страна.
Елвис работи за Sun две години – от юли 1953 до юли 1955, като записва общо 21 заглавия. Между тях са Good Rockin' Tonight, Blue Moon of Kentucky, Milkcow Blues Boogie, Mystery Train. Само 10 от тях са издадени на малки плочи, а три не са издавани изобщо приживе. Специалистите ги оценяват като много добри, въпреки че през този период Елвис още не е овладял добре гласа си и не е открил своя стил. Неговият начин на пеене се определя като рокабили, нещо средно между негърските стилове и популярната музика на белите. По-късно от това произлиза рокендролът – стил, за авторството на който претендират много изпълнители и групи, но който си остава запазена марка на Елвис.

## Златните години (1955 – 1957)
През 1955 г. Елвис постига големи успехи. Неговата последна малка плоча за Sun Records се изкачва до първо място в националната класация на Билборд за кънтри-енд-уестърн. Концертните му изяви привличат все повече зрители. Той съумява да припечели достатъчно, за да уреди за родителите си по-добър живот. Освен това привлича вниманието на големите звукозаписни фирми и на по-значими мениджъри. Един от тях е „полковник“ Том Паркър, който успява да стане негов личен мениджър в средата на годината. През ноември 1955 г. Сам Филипс продава издателските и звукозаписните права на Елвис на голямата фирма RCA-Victor за колосалната сума от 35 000 долара. Макар и твърде закостеняла, RCA успява да оцени потенциала на Елвис благодарение на Стив Шоулс, който оттук нататък ще стане продуцент на повечето записи на Елвис.
През януари 1956 г. Елвис прави своя първи запис за RCA. Записва пет песни, между които Heartbreak Hotel. Не само звукът, но и гласът на Елвис са различни. Сега той пее истински рокендрол – разтърсващ, едновременно нежен и агресивен, такъв, който се запомня. Освен Бил Блек и Скоти Мур с него вече са пианистът Флойд Крамър и барабанистът Д. Дж. Фонтана. А скоро ще намери и дългогодишните си бекинг вокали – Джорданеърс. Малката плоча с „Heartbreak Hotel“ се изкачва веднага на първо място в класациите на Билборд и остава там осем седмици. Продажбите ѝ също надминават всички очаквания – 300 000 бройки за три седмици и близо 38 милиона за следващите пет години. В края на януари Елвис записва материала за първия си дългосвирещ албум – „Elvis Presley“, който също постига значителен успех: остава десет седмици начело в Билборд и се продава в три милиона броя.
Междувременно започват участия в телевизионни програми. Паркър много държи на това, за да издигне популярността на Елвис. От края на януари Елвис участва шест поредни седмици в стейдж шоу на братята Дорси, а след това в шоуто на Милтън Бърл и на Стив Алън. Навсякъде Елвис се държи предизвикателно, върти таз в такт с музиката, с което подлудява младежите. Изпълнението на „Hound Dog“ на 5 юни 1956 си остава шедьовър. Участието му в шоуто на Ед Съливан през септември се наблюдава от рекорден брой зрители – 54 милиона. Интерес проявяват и филмовите компании. Най-бърза е Парамаунт пикчърс, чийто продуцент Хал Уолис подписва договор с Елвис още през април. От август до октомври Елвис снима първия си филм Love Me Tender, където му партнира Дебра Паджет. Излизането на филма на 16 ноември се превръща в сензация. Комбинацията с издадената четворна плоча се оказва извънредно печеливша.
На 2 юли 1956 г. Елвис записва две от най-известните си песни – Don't Be Cruel и Hound Dog. Втората се превръща в символ на рокендрола и въпреки че оригиналът не е негов, днес всички свързват тази песен именно с него. Той вече има екип от автори, които пишат песните му – Отис Блекуел, Дон Робъртсън и най-вече блестящият дует Джери Лийбър и Майк Столър. До края на 1956 г. излиза вторият му албум – Elvis, а през 1957 още два – филмовият Loving You и Elvis Christmas Album с коледни песни. Част от тези коледни песни са рок, опит за смесване на коледната тематика и съвременната музика. Първите четири албума на Елвис неизменно заемат първите места в класациите, където остават общо 29 седмици. Освен това се продават в над 10 милиона броя. Всичко това е невиждано.
И все пак успехът на малките (двойните) плочи е по-голям. Още на 26 май 1956 г. Билборд обявява, че песните на Елвис са оглавили всичките ѝ шест класации. От девет малки плочи с нови песни през 1956 и 1957 г. осем заемат първите места и остават там 52 седмици – точно половината от времето. Най-известните от тях през 1957 г. са: Jailhouse Rock, All Shook Up, Too Much и (Let Me Be Your) Teddy Bear.

## Редник Елвис Пресли (1958 – 1960)
Още в края на 1956 г. военните власти канят Елвис на донаборна комисия и го оценяват като годен за военна служба. По това време Елвис е могъл да избегне службата, но Паркър смята, че тя ще е полезна – от една страна ще покаже, че Елвис не се е главозамаял от успеха си, а от друга ще се привлекат нови, по-улегнали среди сред публиката. Скоро след това е решено Елвис да влезе в армията през март 1958 г.
В края на 1957 и в началото на 1958 Елвис продължава да записва много рокендрол, да снима филми (общо четири до казармата) и да изнася концерти из цялата страна. Той се превръща в сделката на века за RCA. Успява да създаде цяло ново поколение от изпълнители – негови последователи, които определят историята на музиката през следващите няколко години. Влизането на Елвис в казармата през март 1958 г. се превръща в медийно събитие, което изнервя както управниците на Мемфис, така и самия Елвис. Той е откаран в Тексас в танкова дивизия, където отношението към него с нищо не се отличава от това към останалите войници. Изкарва с мъка трите месеца до първата си отпуска през юни. Тогава в проведения сеанс той излива гнева си в три прекрасни рока – A Big Hunk O'Love, I Got Stung и I Need Your Love Tonight.
RCA има достатъчно натрупани записи, за да не спира да издава нови плочи, докато Елвис е в казармата. Издава колекция от най-добрите хитове, наречена „Elvis' Golden Records“. По-късно ще издаде още три такива колекции. Вървят и малките плочи, които продължават да се класират добре и да се позлатяват. Излиза и четвъртият му филм. Изобщо на пръв поглед изглежда, че Елвис не е спрял да пее и да снима.
През август 1958 г. Елвис преживява голяма трагедия – смъртта на майка си Гладис. Още по-разочарован е той от шумните коментари и от това, че баща му преживява „втора младост“. Оттогава студенината между тях нараства. Когато скоро след това частта на Елвис е изпратена в Германия, Върнън го последва. За Елвис тези 18 месеца в Европа са най-добрият начин да преживее смъртта на майка си. Там на 13 септември 1959 г. се запознава и с Присила, бъдещата си съпруга, която тогава е едва на 14 години.

## Момчето на цяла Америка (1960 – 1963)
Когато Елвис излиза от казармата през март 1960, светът на рока вече е различен. Първото поколение истински рокаджии е изчезнало. Чък Бери, Бил Хейли, Джери Лий Луис са в забвение; Еди Кокран и Бъди Холи загиват при различни инциденти. На мода е тъй нареченият софт рок – ритмичен, но лишен от някогашната агресивност. От друга страна обаче възмущението на консервативните среди от рока и конкретно от Елвис се е стопило. Настъпило е взаимно примирение и благодарение на службата Елвис вече се приема като заслужил член на обществото.
Периодът 1960 – 1963 г. е много плодотворен за Елвис. Завръщането му сред свободните хора се превръща в триумф. Той е нетърпелив да продължи да записва и да снима там, откъдето е спрял. Още на първите си сеанси през март и април записва много добри песни – It's Now or Never, Are You Lonesome Tonight?, Such a Night. Но те вече не са агресивен рок-енд-рол, а меки, добре балансирани балади. Дори рокът му е по-улегнал. Очевидно и Елвис се съобразява с промените в рокмузиката. Албумите през 1960 и 1961 г. са много успешни. „Elvis Is Back!“ съдържа музика на много високо ниво, а донякъде и „G.I. Blues“. Но всъщност най-известният албум от този период е „Blue Hawaii“, който съдържа музиката на едноименния филм. Той счупва всички рекорди, като остава 20 седмици на първо място в Билборд. През 1962 г. „Pot Luck“ и „Girls! Girls! Girls!“ също се класират много добре. Още по-големи успехи имат малките плочи, тъй като пет от тях стигат до първото място. Издадената през 1960 г. It's Now or Never се продава в големи количества – 20 милиона броя.
Именно през този период Елвис се опитва да навлезе в сериозното кино. Участието му във филма „Flaming Star“, заснет през 1960 от 20th Century Fox, е пример за сериозна роля и добра игра. В този филм са изпълнени само две песни, така че не музиката е водеща. За жалост той се приема по-зле отколкото Blue Hawaii например и това убеждава филмовите компании да използват най-безочливо Елвис за евтини продукции със слаб сюжет, но натъпкани с музика. Впечатлени от големите печалби, Паркър и Елвис се оставят да бъдат въвлечени в този порочен кръг.

## Холивуд (1956 – 1968)
Общо през цялата си кариера Елвис участва в 31 игрални филма. След 1962 г. той решава да снима по три на година, което не говори добре за тяхното качество. Вживява се в най-различни роли – на автомобилен състезател, на пътуващ музикант, на родео-състезател. Партнират му известни актриси – Ан-Маргарет, Мери-Ан Мобли, Нанси Синатра. Но ако сюжетите са един от друг по-безвкусни, музиката като цяло е на ниво. Издаваните албуми се класират добре поне до 1966 г. Много от песните в тях стават известни и се пеят до днес. Елвис вече се е разделил с първоначалните си автори, а новите са по-продуктивни, но по-малко качествени. Все пак и от тях има талантливи. Тандемът Сид Тепър и Рой Бенет пише чудесни композиции като All That I Am и Petunia, the Gardedner's Daughter. Триото Бил Джайънт, Флоранс Кей и Бърни Баум са автори на Tender Feeling и (You're The) Devil in Disguise. Все пак най-талантливи са Док Помъс и Морт Шуман, написали истински хитове: Viva Las Vegas, Kiss Me Quick, Suspicion, Little Sister и Long Lonely Highway. А Джой Биърс поддържа бунтара в Елвис с нов агресивен рок като Stop, Look and Listen, She's a Machine, Let Yourself Go и Hard Knocks.
За да привлече публиката в кинозалите Паркър прекратява концертната дейност на Елвис. За последен път за следващите 7 години Елвис се появява пред публика на 25 март 1961 г. за благотворителен концерт в Хаваи. Въпреки това успехите му намаляват. През 1962 г. Good Luck Charm става последната малка плоча, която стига до първо място в Билборд чак до 1969, а през 1964 г. албумът „It Happened at the World's Fair“ заема за една седмица първото място – за последен път до 1973 г. Оттук нататък интересът към него непрестанно спада. Появата на Бийтълс в началото на 1964 отклонява вниманието от него за цели пет години. Стига се дотам, че много качествени песни, които стават популярни по-късно, по това време не привличат интерес.
На 1 май 1967 г. Елвис се жени за Присила и точно след девет месеца се ражда дъщеря им Лиса-Мари. Отношенията между тях не се развиват добре, което предвещава бъдещия разрив.

## Голямото завръщане (1968 – 1973)
Провалът на албума Speedway през 1968 г. (той не се изкачва по-нагоре от 82-ро място в Билборд) показва, че филмите и филмовата музика вече са изчерпали своя потенциал. От години Елвис не е разнообразявал сериозно репертоара си. Но и грешките, които RCA прави, имат голямо значение. Тя така и не разбира, че още от началото на 1960-те години дългосвирещите плочи са започнали да изместват малките сингли. Чак до 1969 тя отделя най-добрите песни за малки плочи, а останалото пуска на албуми. Освен това от липса на прозорливост прави така, че разпръсква добри материали за албуми по другите плочи. Например отличните песни от филма „Viva Las Vegas“ не са издадени заедно, макар че такъв албум би имал успех, нито песните от сеанса на 26 – 28 май 1963 г. Пропускът от този сеанс да се издаде добър албум е забелязан още тогава и по-късно RCA все пак издава песните под името „The Lost Album“.
Нужен е нов имидж, нещо, което да привлече отново вниманието към Елвис. Нужно е да се покаже, че той не е залязал и че не напразно е Кралят на рокендрола. Ето защо по идея на Паркър, Елвис решава да направи собствено телевизионно предаване за Коледа на 1968 г. Замисълът на „полковника“ е твърде тривиален, но режисьорът Стив Байндър се оказва упорит и амбициозен. Той отхвърля идеята за много коледни песни и настоява за изобилие от рокендрол. Включва както старите хитове, така и нови. Част от предаването е заснето на боксов ринг, от който Елвис пее пред отбрана публика. Друга част наподобява мюзикъл със сюжет и герои. Дори финалната песен If I Can Dream не е религиозна, макар че звучи като такава. Напротив тя отразява напрежението на времето (Виетнамската война) и чувството на много американци за изгубената сигурност. Но над всичко е това, че Елвис отново е бунтар (облечен е в кожени дрехи), излъчва свежест и сила. Гласът му отново е разтърсващ и уверен.
Излъчването на шоуто на 3 декември 1968 прави огромно впечатление на американците. Елвис отново е на върха. Успехът го окуражава и в началото на 1969 г. той се впуска в многобройни записи. Подбират се качествени песни, макар и повечето да не са оригинали. Записите отново са толкова добри, както през 1956 или 1960 г. Издадените албуми са успешни, макар че не достигат високи места в класациите. Най-добрите песни от тези сеанси излизат като малки плочи и се класират добре: Don't Cry Daddy достига трето място, а хитът Suspicious Minds се изкачва на върха, с което става символ на новия възход на Елвис. При тези записи Елвис вече е с друг състав от музиканти. Той дръзва да се откаже от неизменния си екип, за да отговори на новите предизвикателства на времето.
Друга промяна в имиджа на Елвис е появата му отново на сцената. От 31 юли до 28 август 1969 г. в Интернешънъл хотел в Лас Вегас той изнася общо 56 концерта пред 123 000 души, като пее енергични стари рок хитове и някои от новите си песни. Издаден е и първият концертен албум. Със същата страст, с която в началото на 1960-те се впуска да прави филми, сега Елвис се впуска да прави концерти. За 8 години до смъртта си през 1977 Елвис изнася над 1100 концерта пред 5,5 милиона зрители. Общо RCA издава 8 концертни албума, като един от тях (Elvis Aloha from Hawaii) успява през 1973 г. да стигне до първото място в Билборд. След смъртта му в ограничени бройки са издадени още много концертни албуми, но като цяло музиката е еднообразна и те нямат друга освен колекционерска стойност. През 1970 и 1972 Metro Goldwin Mayer заснема два музикални филма за концертите на Елвис, които привличат много зрители и се оценяват високо: Elvis on Tour през 1972 г. получава Златен глобус за най-добър документален филм.

## Това е пътят (1970 – 1973)
Излизането на албума That's the Way It Is през 1970 г. показва, че завръщането на Елвис в центъра на популярната музика не е временно и случайно. Този албум с концертна и студийна музика може да се счита за връх в творчеството на Елвис през 1970-те години. Още повече, че той е последван от също толкова добрия Elvis Country през 1971. RCA най-после е осъзнала, че бъдещето на музиката е в албумите и за двете години 1970 и 1971 издава общо 12 албума. Противно на очакванията повечето от тях са добри, дори когато става дума за коледни песни или колекции със стари записи с евтин етикет. През този период Елвис все още записва с желание и по много песни. Като се прибавят и концертите, материал за албуми наистина има.
По време на един сеанс през 1972 г. Елвис записва две отлични хитови композиции – Burning Love, която стига до второ място в Билборд и Always on My Mind – популярна и днес, тъй като често се записва от други изпълнители. В началото на 1973 г. Елвис осъществява грандиозен концерт на Хавайските острови (сякаш за да вземе назаем от успеха на „Blue Hawaii“), който се предава пряко и е наблюдаван от над 1 милиард зрители от над 40 държави. Музиката наистина е добра, има и нови песни, така че издаденият албум заслужено стига до върха на класациите.
През 1971 г. Елвис е включен сред десетте най-заслужили млади мъже на нацията. Тогава той е на 36 години. И ако кариерата му отново върви добре, не е така с личния му живот. Още в края на същата година Присила го напуска заради един учител по карате. Това е сериозен удар за Елвис, но не може да се каже, че не е заслужен. Елвис определено не се проявява като добър съпруг с честите си любовни авантюри и постоянните си отсъствия. През 1973 г. следва официалният развод и след това той заживява с Линда Томпсън, с която се запознават през август 1972 г. в Мемфис и са заедно до 1976 г. По това време ексцентричният му живот (Елвис притежава няколко десетки кадилака, собствен самолет и обича да прави огромни и скъпи подаръци на всички от обкръжението си) коства толкова много пари, че през март 1973 г. той се решава да продаде всички права над песните си на RCA за сумата от 5,4 милиона долара.

## Залезът на Краля (1973 – 1977)

### Проблеми със здравето
Няколко седмици след грандиозния концерт на Хавайските острови (1973 г.), Пресли започнал своя осми сезон в Лас Вегас, по време на който за първи път му се наложило да пропусне участия. Започнали да се проявяват натрупаните проблеми със здравето. В продължение на много години Елвис Пресли бил зависим от официално предписаните му лекарства, които станали за него наркотици. Всичко започнало в армията, когато Елвис и обкръжението му ползвали лекарства, за да не заспят по време на изпълнение на служебните си задължения и да се забавляват през цялата нощ.
След това обаче му трябвали нови лекарства, за да може да заспи. Тази лекарствена зависимост започнала да се развива след връщането му от армията в Холивуд с партитата и нощния живот. Елвис започнал да употребява лекарства, които да намаляват теглото му, за да е в добра форма за филмите и по-късно за гастролите. Плътният график на сезонните участия в Лас Вегас (два концерта на ден, в 20:00 – dinner show и в 00:00 – midnight show – в течение на 4 седмици) също не предразполагали към нормален отдих: трябвали лекарства, за да се успокои след превъзбудата от концерт, а след това други лекарства за бодрост.
В крайна сметка в началото на 70-те години Пресли бил зависим от лекарствата и организмът на певеца започнал да не издържа на този вид лечение; към това се добавила и глаукома на лявото око, открита е през март 1970 г. (това принудило Пресли да носи тъмни очила), и проблеми със стомаха. Заради болестите той все по-често пропускал концерти (особено по време на сезонните концерти в Лас Вегас); през октомври 1973 г. Елвис за първи път попада в болница, където провежда дълго изчистване на организма; в периода 1975 – 1977 г. певецът се подлага на хоспитализация още няколко пъти. При това Елвис не смятал тези лекарства за наркотици, защото те се изписвали от неговите лекуващи лекари. В крайна сметка, вместо да се опита да реши проблема със зависимостта си, Пресли предпочел по-внимателно да изучава медицинските характеристики на своите лекарства, за да избегне страничните ефекти и възможната предозировка.
Това лекарствено натоварване се отразило на всекидневния живот на Пресли: той развил подозрителност: стаите на неговото имение били оборудвани с комуникационната система – Интерком, която позволявала да се свърже денонощно с телохранителите си; също така в имението били сложени наблюдателни камери. Освен това, режимът на Елвис изцяло се изменил. Всички негови стаи в Грейсленд и в хотелите, където отсядал, били в полумрак, а с помощта на климатици в неговата спалня се поддържала доста хладна температура, която Елвис можел да понесе (прозорците на хотелските стаи се облепяли с фолио, за да не пропускат слънчевата светлина и топлина). От сън Елвис ставал сутрин, но окончателно се събуждал през втората половина на деня.
Затова ходенията по магазини, посещенията на кина и други се случвали през нощта. Към този график се придържали и неговото най-близко обкръжение – мемфиската мафия (през 2006 г. в Грейсленд е проведена изложба на тема нощния живот на Елвис Пресли – Elvis After Dark.

### Концерти
От 1973 г. започва нов залез в кариерата на Елвис. Въпреки че музиката, която записва, не е лоша и в нея има много добри попадения, популярността му отново спада. Въпреки всички проблеми в живота си, Елвис Пресли неуморно излизал на сцената: в периода 1969 – 1977 г. той изнася около 1100 концерта в САЩ. Неговите сезонни шоута в Лас Вегас продължавали, въпреки че те очевидно му омръзнали след първите 2 – 3 години, което се отразило на концертите: Пресли често изпълнявал набързо репертоара си, състоящ се от старите хитове и малко нови песни, при това той предпочитал да води все повече увеличаващи се монолози от разнороден характер (от разкази за истории с покупка на диаманти до разсъждения за Библията). Качеството на концертите изцяло зависело от настроенията на Елвис. През 1976 г. сезонният контракт на Елвис в Лас Вегас е прекъснат (за цяла година Пресли се качил на сцената само през декември и то без предварителни договорености). Въпреки че записите на Пресли все по-рядко попадали в класациите, концертните билети били винаги разпродадени. Публиката не се смущавала нито от вида на Елвис, който напълнява, нито от зачестилите моменти, когато губи гласа си или направо изгубва съзнание на сцената. Всъщност това не смущава и самия Елвис. Затова, въпреки зачестилите хладни коментари в пресата, всяко негово турне било с гарантиран успех, което довело Пресли до финансова и психологическа зависимост от гастролите, които следвали едни след други и често го лишавали от необходимия отдих. Колкото и да няма желание за нови студийни записи, той продължава концертите си. Все пак студийните албуми са най-печеливши, така че RCA неизменно преследва своя изпълнител за нови сеанси. Стига се дотам, че през 1976 г. сеанси с цялата огромна техника се провеждат в дома на Елвис в Грейсленд, тъй като той отказва да излезе от него.
Това, което продуцентите смятат за своенравничане на една суперзвезда, всъщност е безкрайна умора на Елвис от постоянни записи и концерти. Напрежението в работата му е толкова голямо, че той неизбежно се нуждае от стимуланти, успокоителни и приспивателни. Те стават част от живота му и постепенно го довеждат до разруха. Личният му живот продължава да е объркан и несигурен. След Линда Томпсън от 1976 г. до смъртта му негова приятелка е Джинджър Алдън, но той все така рядко вижда дъщеря си. Сега негово семейство са приятелите му (т.нар. мемфиска мафия).
Елвис умира на 16 август 1977 г. в дома си в Грейсленд вероятно от влошеното си здраве, комбинирано със свръхдоза приспивателни и успокоителни. Това събитие разтърсва Америка; не оставя и следа от настъпилото безразличие към него. Изведнъж продажбата на албумите му рязко скача. Два от тях стигат до върха на класациите за кънтри-енд-уестърн – From Elvis Presley Boulevard от 1976 и Moody Blue от 1977 г. Нито един от продадените билети за концертите от есента на 1977 г. не е върнат, макар че те не се състоят. За RCA смъртта на Елвис е един вид облекчение, тъй като проблемите с него се решават, а интересът е огромен. Веднага започва издаване на нови и стари албуми, които съдържат както издавани, така и останали в каталозите неиздавани песни, различни версии или недовършени записи. Не е случайно, че след смъртта на Елвис са издадени три пъти повече албуми, отколкото приживе.

## Дискография

### Албуми (общи данни)
1. ELVIS PRESLEY / 13 март 1956 / студийни записи / Билборд #1
2. ELVIS / Oct 9, 1956 / студийни записи / Билборд #1
3. LOVING YOU / 22 юли 1957 / филмова музика / Билборд #1
4. ELVIS CHRISTMAS ALBUM / Nov 19, 1957 / студийни записи, коледен албум / Билборд #1
5. ELVIS GOLDEN RECORDS (vol. 1) / Apr 21, 1958 / хитове от малки плочи / Билборд #3
6. KING CREOLE / Sept 15, 1958 / филмова музика / Билборд #2
7. FOR LP FANS ONLY / 23 март 1959 / студийни записи / Билборд #19
8. A DATE WITH ELVIS / Sept 21, 1959 / студийни записи / Билборд #32
9. ELVIS GOLDEN RECORDS, vol. 2 / Feb 15, 1959 / хитове от малки плочи / Билборд #31
10. ELVIS IS BACK! / 9 май 1960 / студийни записи / Билборд #2
11. G. I. BLUES / Oct 31, 1960 / филмова музика / Билборд #1
12. HIS HAND IN MINE / Jan 9, 1961 / студийни записи, госпъл албум / Билборд #13
13. SOMETHING FOR EVERYBODY / 10 юли 1961 / студийни записи / Билборд #1
14. BLUE HAWAII / Oct 23, 1961 / филмова музика / Билборд #1
15. POT LUCK WITH ELVIS / 14 юли 1962/ студийни записи / Билборд #4
16. GIRLS! GIRLS! GIRLS! / Dec 8, 1962 / филмова музика / Билборд #3
17. IT HAPPENED AT THE WORLD’S FAIR / 20 април 1963 / филмова музика / Билборд #4
18. ELVIS GOLDEN RECORDS, vol. 3 / Sept 14, 1963 / хитове от малки плочи / Билборд #3
19. FUN IN ACAPULCO / Dec 21, 1963 / филмова музика / Билборд #3
20. KISSIN’ COUSINS / 11 април 1964 / филмова музика / Билборд #6
21. ROUSTABOUT / Nov 14, 1964 / филмова музика / Билборд #1
22. GIRL HAPPY / 17 април 1965 / филмова музика / Билборд #8
23. ELVIS FOR EVERYONE / Aug 14, 1965 / студийни записи / Билборд #10
24. HARUM SCARUM / Nov 13, 1965 / филмова музика / Билборд #8
25. FRANKIE AND JOHNNY / 23 април 1966 / филмова музика / Билборд #20
26. PARADISE HAWAIIAN STYLE / 16 юли 1966 / филмова музика / Билборд #15
27. SPINOUT / Oct 29, 1966 / филмова музика / Билборд #18
28. HOW GREAT THOU ART / 25 март 1967 / студийни записи, госпъл албум / Билборд #13
29. DOUBLE TROUBLE / 24 юни 1967 / филмова музика / Билборд #47
30. CLAMBAKE / Dec 2, 1967 / филмова музика / Билборд #40
31. ELVIS GOLDEN RECORDS, vol. 4 / 2 март 1968 / хитове от малки плочи / Билборд #33
32. SPEEDWAY / 6 юли 1968 / филмова музика / Билборд #82
33. ELVIS (NBC TV-SPECIAL) / Dec 21, 1968 / концертен албум / Билборд #8
34. ELVIS SINGS FLAMING STAR / 19 април 1969 / колекция от стари записи с евтин етикет / Билборд #96
35. FROM ELVIS IN MEMPHIS / 14 юни 1969 / студийни записи / Билборд #13
36. FROM MEMPHIS TO VEGAS-FROM VEGAS TO MEMPHIS / Nov 29, 1969 / концертен албум и студийни записи / Билборд #12
37. LET’S BE FRIENDS / 9 май 1970 / колекция от стари записи с евтин етикет / Билборд #105
38. ON STAGE, FEBRUARY ’70 / 20 юни 1970 / концертен албум / Билборд #13
39. WORLD WIDE 50 GOLD AWARD HITS, vol. 1 / Aug 22, 1970 / студийни записи / Билборд #45
40. ALMOST IN LOVE / Nov 21, 1970 / колекция от стари записи с евтин етикет / Билборд #65
41. ELVIS THAT’S THE WAY IT IS / Dec 12, 1970 / студийни записи / Билборд #21
42. ELVIS COUNTRY / Jan 23, 1971 / студийни записи / Билборд #12
43. YOU’LL NEVER WALK ALONE / 20 март 1971 / колекция от стари записи с евтин етикет / Билборд #69
44. LOVE LETTERS / 26 юни 1971 / студийни записи / Билборд #33
45. C’MON EVERYBODY / 24 юли 1971 / колекция от стари записи с евтин етикет / Билборд #70
46. WORLD WIDE 50 GOLD AWARD HITS, vol. 2 / Aug 28, 1971 / студийни записи / Билборд #120
47. I GOT LUCKY / Nov 27, 1971 / колекция от стари записи с евтин етикет / Билборд #104
48. THE WONDERFUL WORLD OF CHRISTMAS / Dec 4, 1971 / студийни записи, коледен албум / Билборд -
49. ELVIS NOW / Feb 12, 1972 / студийни записи / Билборд #43
50. HE TOUCHED ME / 22 април 1972 / студийни записи, госпъл албум / Билборд #79
51. LIVE AT THE MADISON SQUARE GARDEN / 8 юли 1972 / концертен албум / Билборд #11
52. ELVIS SINGS HITS FROM HIS MOVIES / 8 юли 1972 / колекция от стари записи с евтин етикет / Билборд #87
53. BURNING LOVE / Nov 11, 1972 / колекция от стари записи с евтин етикет / Билборд #22
54. SEPARATE WAYS / Jan 27, 1973 / колекция от стари записи с евтин етикет / Билборд #46
55. ELVIS ALOHA FROM HAWAII VIA SATELLITE / Feb 24, 1973 / концертен албум / Билборд #1
56. ELVIS (The Fool Album) / 21 юли 1973 / студийни записи / Билборд #52
57. RAISED ON ROCK / Nov 24, 1973 / студийни записи / Билборд #50
58. A LEGENDARY PERFORMER, vol. 1 / Feb 2, 1974 / студийни записи / Билборд #43
59. GOOD TIMES / 6 април 1974 / студийни записи / Билборд #90
60. LIVE ON STAGE IN MEMPHIS / 27 юли 1974 / концертен албум / Билборд #33
61. PROMISED LAND / Feb 1, 1975 / студийни записи / Билборд #47
62. TODAY / 7 юни 1975 / студийни записи / Билборд #57
63. A LEGENDARY PERFORMER, vol. 2 / Feb 7, 1976 / студийни записи / Билборд #46
64. THE SUN SESSIONS / 17 април 1976 / студийни записи / Билборд #76
65. FROM ELVIS PRESLEY BOULEVARD / 5 юни 1976 / студийни записи / Билборд #41
66. WELCOME TO MY WORLD / 16 април 1977 / студийни записи / Билборд #44
67. MOODY BLUE / 23 юли 1977 / студийни записи / Билборд #3
68. ELVIS IN CONCERT / Oct 29, 1977 / концертен албум / Билборд #5

### Студийни албуми
- Elvis Presley (1956)
- Elvis (1956)
- Elvis'Christmas Album (1957)
- Elvis Is Back! (1960)
- His Hand In Mine (1960)
- Something for Everybody (1961)
- Pot Luck (1962)
- Elvis for Everyone! (1965)
- How Great Thou Art (1967)
- From Elvis In Memphis (1969)
- That's The Way It Is (1970)
- Elvis Country (I'm 10 000 Years Old) (1971)
- Love Letters from Elvis (1971)
- Elvis sings The Wonderful World of Christmas (1971)
- Elvis Now (1972)
- He Touched Me (1972)
- Elvis (The „Fool“ Album) (1973)
- Raised on Rock/For Ol'Times Sake (1973)
- Good Times (1974)
- Promised Land (1975)
- Today (1975)
- From Elvis Presley Boulevard, Memphis, Tennessee (1976)
- Moody Blue (1977)

### Саундтрак албуми
- Loving You (1957)
- King Creole (1958)
- G.I. Blues (1960)
- Blue Hawaii (1961)
- Girls! Girls! Girls! (1962)
- It Happened at the World's Fair (1963)
- Fun in Acapulco (1963)
- Kissin' Cousins (1964)
- Roustabout (1964)
- Girl Happy (1965)
- Harum Scarum (1965)
- Frankie and Johnny (1966)
- Paradise, Hawaiian Style (1966)
- Spinout (1966)
- Double Trouble (1967)
- Clambake (1967)
- Speedway (1968)
- Viva Elvis (2010)

### Концертни албуми
- Elvis (NBC TV Special) (1968)
- From Memphis to Vegas/From Vegas to Memphis (1969)
- On Stage (1970)
- Elvis: As Recorded at Madison Square Garden (1972)
- Aloha from Hawaii Via Satellite (1973)
- Elvis Recorded Live on Stage in Memphis (1974)
- Elvis in Concert (1977)

### Компилационни албуми
- Elvis' Golden Records (1958)
- For LP Fans Only (1959)
- A Date with Elvis (1959)
- 50 000 000 Elvis Fans Cant' Be Wrong Elvis' Gold Records, Volume 2 (1959)
- Elvis' Golden Records Volume 3 (1963)
- Elvis' Gold Records Volume 4 (1968)
- Elvis: A Legendary Performer Volume 1 (1974)
- Elvis' 40 Greatest (1974)
- Elvis: A Legendary Performer Volume 2 (1976)
- The Sun Sessions (1976)
- Blue Christmas (1976)
- Welcome to My World (1977)
- He Walks Beside Me (1978)
- Mahalo from Elvis (1978)
- Elvis: A Canadian Tribute (1978)
- Elvis Sings For Children and Grownups Too (1978)
- Our Memories of Elvis (1979)
- Our Memories of Elvis Volume 2 (1979)
- Elvis: A Legendary Performer Volume 3 (1979)
- Guitar Man (remix) (1981)
- This Is Elvis (1981)
- Elvis: Greatest Hits Volume 1 (1981)
- The Elvis Medley (1982)
- Memories of Christmas (1982)
- I Was the One (1983)
- Elvis: A Legendary Performer Volume 4 (1983)
- Elvis: The First Live Recordings (1984)
- Elvis: The Hillbilly Cat (1984)
- Elvis' Gold Records Volume 5 (1984)
- A Valentine Gift for You (1985)
- Reconsider Baby (1985)
- The Number One Hits (1987)
- The Top Ten Hits (1987)
- The Complete Sun Sessions (1987)
- Love Me Tender (1987)
- The Memphis Record (1987)
- Essential Elvis (1988)
- Elvis in Nashville (1988)
- Elvis Presley Stereo' 57 (Essential Elvis Vol.2) (1989)
- The Great Performances (1990)
- Hits Like Never Before (Essential Elvis Vol.3) (1991)
- Elvis Presley Sings Leiber & Stoller (1991)
- Collector's Gold (1991)
- The Lost Album (1991)
- Blue Christmas (1992)
- If Everyday Was Like Christmas (1994)
- Amazing Grace: His Greatest Sacred Performances (1994)
- Heart and Soul (1995)
- Command Performances: The Essential 60s Masters II (1995)
- The Essential Collection (1995)
- Elvis 56 (1996)
- Heartbreak Hotel (CD Single) (1996)
- A Hundred Years from Now (Essential Elvis Vol.4) (1996)
- Great Country Songs (1996)
- An Afternoon in the Garden (1997)
- Greatest Jukebox Hits (1997)
- Love Songs (1998)
- Rhythm and Country (Essential Elvis Vol.5) (1998)
- Tiger Man (1998)
- Memories: The '68 Comeback Special (1998)
- Sunrise (1999)
- Suspicious Minds (1999)
- Tomorrow Is a Long Time (1999)
- Burning Love (1999)
- It's Christmas Time (1999)
- Such a Night (Essential Elvis Vol.6) (2000)
- That's the Way It Is (2000)
- The Elvis Presley Collection – Country (2000)
- The 50 Greatest Hits (2000)
- White Christmas (2000)
- Country Side of Elvis (2001)
- ELV1S: 30 #1 Hits (2002)
- 2nd to None (2003)
- Christmas Peace (2003)
- Ultimate Gospel (2004)
- Elvis at Sun (2004)
- Love, Elvis (2005)
- Elvis by the Presleys (2005)
- Hitstory (2005)
- The Definitive Collection (2005)
- Elvis Inspirational (2006)
- The Complete Million Dollar Quartet (2006)
- Elvis Christmas (2006)
- The Essential Elvis Presley (2007)
- Viva Las Vegas (2007)
- Introducing Elvis (2007)
- Home for the Holidays (2007)
- The Very Best of Love (2007)
- Playlist: The Very Best of Elvis Presley (2008)
- Collector's Edition: Elvis Inspirational Memories (2008)
- Christmas Duets (2008)
- Boy from Tupelo (2008)
- The UK Sun Sessions (2009)
- Elvis: Love Me Tender – The Love Songs (2009)
- Elvis: Best of Love (2010)
- Playlist: The Very Best Gospel of Elvis Presley (2010)
- Uncovered (2012)
- I Am an Elvis Fan (2012)
- The Classic Christmas Album (2012)
- The King (2012)
- Merry Christmas... Love, Elvis (2013)
- The Nation's Favourite Elvis Song (2013)
- Elvis Forever (2015)
- If I Can Dream (with Royal Philharmonic Orchestra) (2015)
- Elvis: Ultimate Christmas (2015)
- I'm Leavin (2016)
- Way Down in the Jungle Room (2016)
- The Wonder of You (with Royal Philharmonic Orchestra) (2016)
- A Boy from Tupelo: The Complete 1953 – 1955 Recordings (2017)
- Elvis Symphonique (with Royal Philharmonic Orchestra) (2017)
- Christmas with Elvis (with Royal Philharmonic Orchestra) (2017)
- Elvis Presley: The Searcher (The Original Soundtrack) (2018)
- Where No One Stands Alone (2018)

### EP
- Elvis Presley (1956)
- Elvis Presley (double EP) (1956)
- Heartbreak Hotel (1956)
- Elvis Presley (1956)
- The Real Elvis (1956)
- Any Way You Want Me (1956)
- Elvis Vol.1 (1956)
- Elvis Vol.2 (1956)
- Love Me Tender (1956)
- Strictly Elvis (1957)
- Peace in the Valley (1957)
- Loving You, Vol. I (1957)
- Loving You, Vol. II (1957)
- Just for You (1957)
- Elvis Sings Christmas Songs (1957)
- Jailhouse Rock (1957)
- King Creole Vol. 1 (1958)
- King Creole Vol.2 (1958)
- Elvis Sails (1958)
- A Touch of Gold Vol.1 (1959)
- A Touch of Gold Vol.2 (1959)
- Christmas with Elvis (1959)
- A Touch of Gold Vol.3 (1960)
- Elvis by Request: Flaming Star and 3 Other Great Songs (1961)
- Follow That Dream (1962)
- Kid Galahad (1962)
- Viva Las Vegas (1964)
- Tickle Me (1965)
- Easy Come, Easy Go (1967)

### Бюджетни албуми
- Elvis Sings Flaming Star (1969)
- Let's Be Friends (1970)
- Worldwide 50 Gold Award Hits Vol.1 (1970)
- Almost in Love (1970)
- Elvis' Christmas Album (1970)
- You'll Never Walk Alone (1971)
- C'mon Everybody (1971)
- The Other Sides – Elvis Worldwide Gold Award Hits Vol.2 (1971)
- I Got Lucky (1971)
- Elvis Sings Hits from His Movies, Vol.1 (1972)
- Burning Love and Hits from His Movies, Vol.2 (1972)
- Separate Ways (1973)
- Pure Gold (1975)
- Double Dynamite (1975)
- Frankie & Johnny (1975)

### Бокс сет албуми
- Elvis Aron Presley (1980)
- A Golden Celebration (1984)
- The King of Rock 'n' Roll: The Complete 50's Masters (1992)
- From Nashville to Memphis: The Essential '60s Masters (1993)
- Walk a Mile in My Shoes: The Essential '70s Masters (1995)
- Platinum: A Life in Music (1997)
- Artist of the Century (1999)
- Peace in the Valley: The Complete Gospel Recordings (1999)
- Legendary (2000)
- Live in Las Vegas (2001)
- Today, Tomorrow, and Forever (2002)
- Elvis: Close Up (2003)
- Elvis 18 UK Number 1's (2005)
- #1 Singles (2006)
- Elvis the King (2007)
- Singer Presents...ELVIS (2008)
- I Believe: The Gospel Masters (2009)
- Elvis 75: Good Rockin' Tonight (2009)
- The Complete Elvis Presley Masters (2010)
- Young Man with the Big Beat (2011)
- The Platinum Collection (2012)
- Prince from Another Planet (2012)
- Elvis at Stax (2013)
- The Album Collection (2016)

## Филмография (пълна)
- Обичай ме нежно (Love Me Tender) (1956)
- Да те обичам (Loving You) (1957)
- Затворнически рок (Jailhouse Rock) (1957)
- Крал Креол (King Creole) (1958)
- Джи Ай Блус (G.I. Blues) (1960)
- Пламтяща звезда (Flaming Star) (1960)
- Дивак (Wild in the Country) (1961)
- Сини Хаваи (Blue Hawaii) (1961)
- Следвай мечтата (Follow That Dream) (1962)
- Малкият Галахад (Kid Galahad) (1962)
- Момичета! Момичета! Момичета! (Girls! Girls! Girls!) (1962)
- Случи се на Световното изложение (It Happened at the World's Fair) (1963)
- Купон в Акапулко (Fun in Acapulco) (1963)
- Целуващи се братовчеди (Kissin' Cousins) (1964)
- Да живее Лас Вегас (Viva Las Vegas) (1964)
- Чаровното момче за всичко (Roustabout) (1964)
- Щастливо момиче (Girl Happy) (1965)
- Забележи ме (Tickle Me) (1965)
- Харум Скарум (Harum Scarum) (1965)
- Франки и Джони (Frankie and Johnny) (1966)
- Хавайски рай (Paradise, Hawaiian Style) (1966)
- На бързи обороти (Spinout) (1966)
- Бог дал, Бог взел (Easy Come, Easy Go) (1967)
- Двойна беда (Double Trouble) (1967)
- Пикник край морето (Clambake) (1967)
- Стой настрана, Джо (Stay Away, Joe) (1968)
- Спийдуей (Speedway) (1968)
- Малко живот, малко любов (Live A Little, Love A Little) (1968)
- Чарро! (Charro!) (1969)
- Неприятности с момичетата (The Trouble with Girls) (1969)
- Смяна на навиците (Change of Habit) (1969) (последна филмова роля)
- Елвис: Това е пътят (Elvis: That's The Way It Is) (1970) (документален филм) (концертен)
- Елвис на турне (Elvis on Tour) (1972) (документален филм) (концертен)